# Johann Matthias Naeff

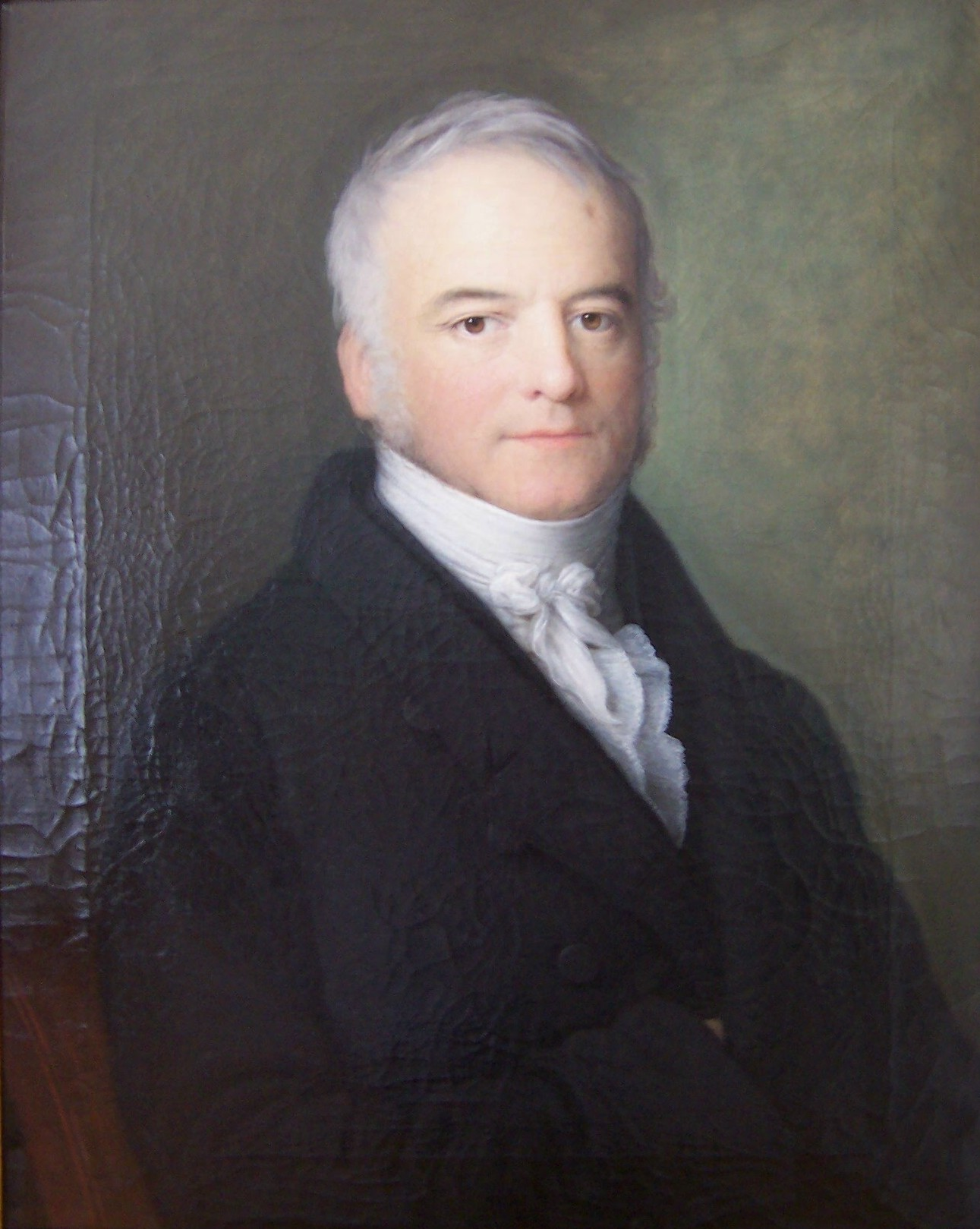
Johann Matthias Naeff-Dalp

Johann Matthias Naeff (* 28. September 1773 in Altstätten; † 24. März 1853 ebenda) war ein Schweizer Textilgrosshändler und St. Galler Regierungsrat. Zwei seiner Nachkommen gehörten dem Schweizerischen Bundesrat an: sein Sohn Wilhelm Matthias Naeff, einer der ersten 7 Bundesräte von 1848, und die erste Bundesrätin Elisabeth Kopp.

## Biografie

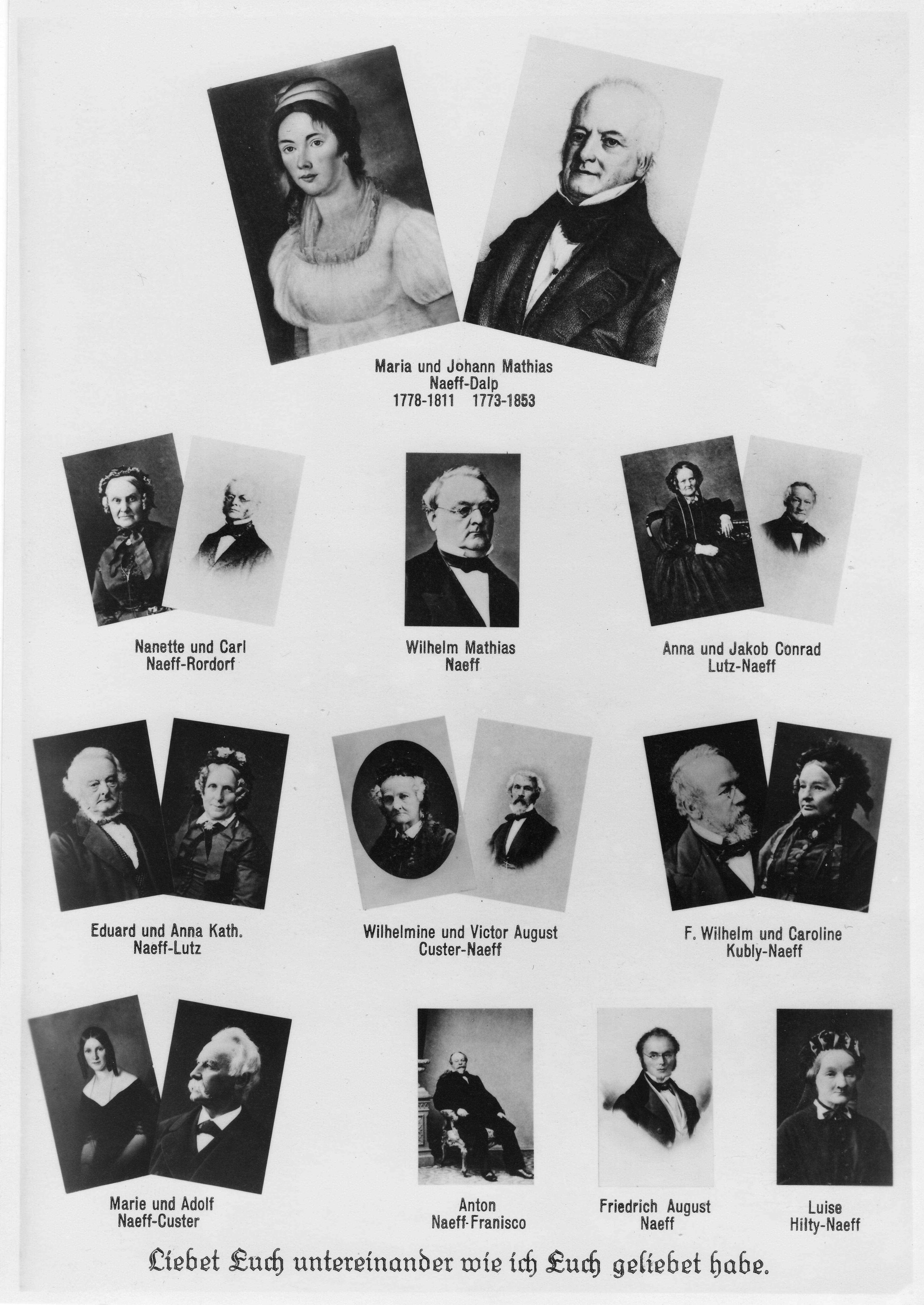
Maria und Johann Matthias Naeff-Dalp sowie ihre 10 Kinder mit Ehegatten

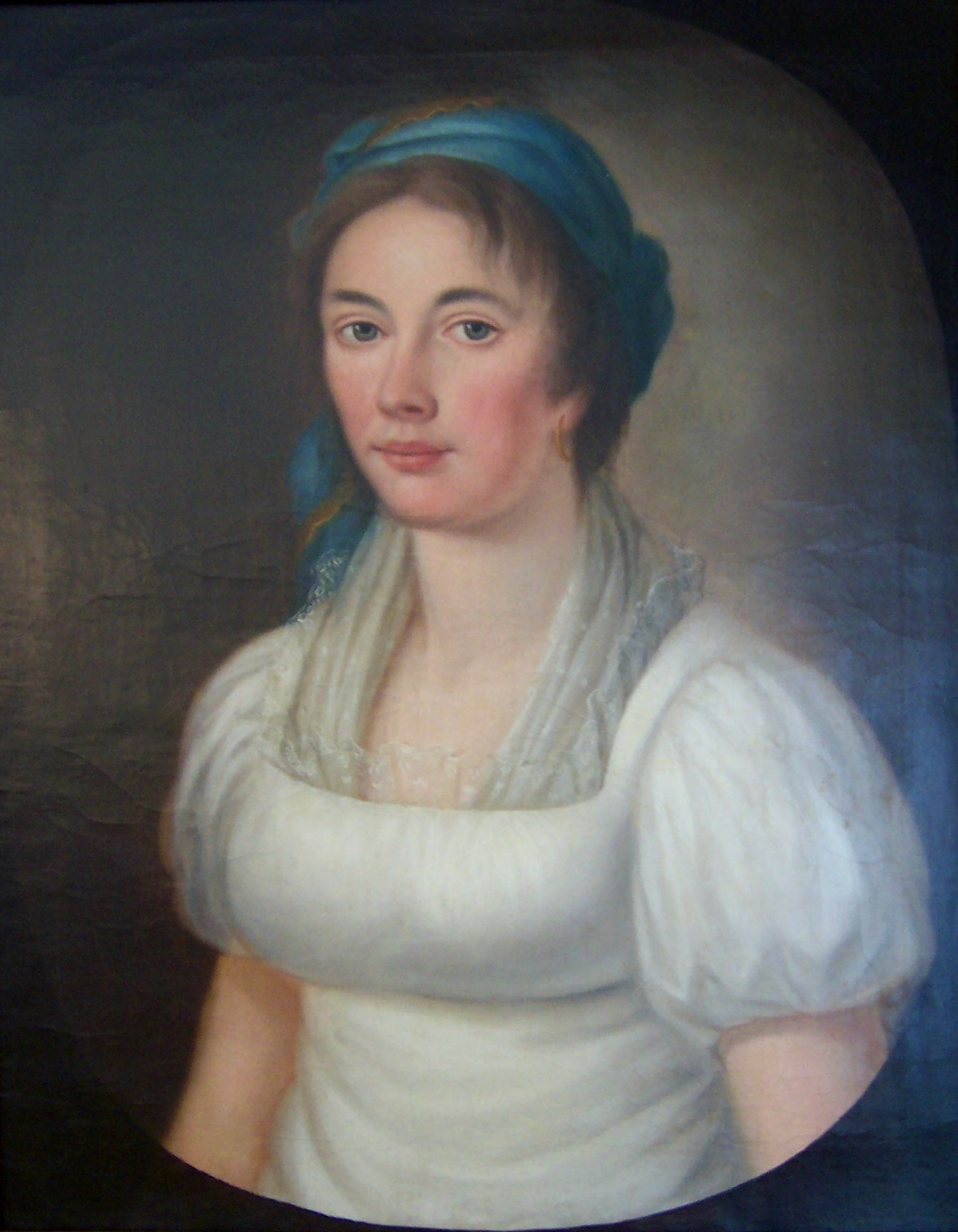
Maria Naeff-Dalp

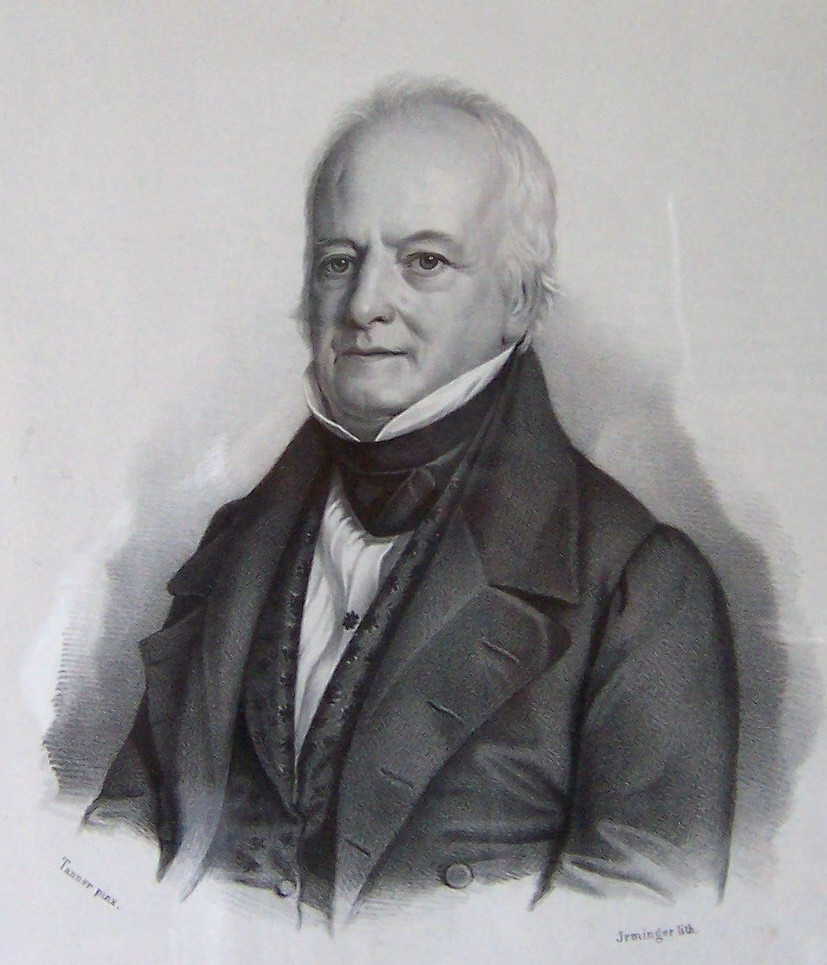
Johann Matthias Naeff

Johann Matthias Naeff führte seit 1790 in Altstätten ein Textilhandelshaus, das von seinem Vater Matthias Naeff (1744–1790), Ratsherr und Statthalter in Altstätten, gegründet wurde. Seine Mutter Anna Schachtler (1747–1829) stammte aus Familien (Schachtler, Heer), die ebenfalls Handelshäuser in Rheineck besassen und mehrere Bürgermeister von Altstätten, Rheineck und Werdenberg (Schachtler, Kuhn, Hilty) stellten. Die Berufslehre absolvierte Naeff in Genua. Seine Ehefrau Maria Dalp (1778–1811) war Tochter einer Churer Kaufleutefamilie, aus denen mehrere Stadtammänner und Zunftmeister von Chur hervorkamen. Ein Urahn von ihr war Hartmann von Planta in Zuoz, der 1462 den Fünf-Siegel-Brief, die erste Verfassung des Oberengadins, unterschrieb. Der erste Bündner Bundesrat Simeon Bavier war ein Enkel von Maria Dalps Schwester, Margaretha Bavier-Dalp.
Johann Matthias und Maria heirateten am Weihnachtstag 1796 und bauten dann 1802 neben der – damals paritätisch benützten – Pfarrkirche St. Nicolaus ihr klassizistisches Familienhaus, wo die meisten ihrer zwölf Kinder (zwei Töchter verstarben sehr früh) geboren wurden. Maria Dalp starb nach der Geburt des zwölften Kindes, der älteste Sohn Carl war damals 14 Jahre alt. Naeff blieb Witwer aus Liebe zu seiner jung verstorbenen Frau, die Grossmutter Anna Schachtler half tatkräftig mit beim Erziehen der Kinder.
Johann Matthias Naeff war während der Helvetischen Republik Militärkommandant, später Mitglied des St. Galler Grossen Rates, 1816–1826 Bezirksgerichtspräsident des Oberrheintals und Präsident des evangelischen Verwaltungsrates. 1826 wurde er Regierungsrat und Finanzdirektor, musste aber 1827 aus gesundheitlichen Gründen zurücktreten. Als Naeff 80-jährig starb, hinterliess er neben ihren Kindern und Schwiegerkindern auch 52 Enkel und 2 Urenkel. Seine letzten Worte an die Familie waren: «Liebet Euch untereinander, wie ich Euch geliebet habe.» (Joh 15,12 )
Sein Sohn Wilhelm Matthias Naeff (1802–1881) wurde 1830 St. Galler Regierungsrat und 1848 Mitglied des ersten Schweizer Bundesrates. Johann Matthias Naeff dürfte 1853 den Amtsantritt seines Sohnes als Bundespräsident noch erleben. Der jüngste Sohn, Ferdinand Adolf Naeff (1809–1899), Ururgrossvater von Bundesrätin Elisabeth Kopp, war Mitgestalter der ersten Zahnradbahn Europas, der Vitznau-Rigi-Bahn. Tochter Caroline (1807–1886) wurde Ehefrau des berühmten Altstätter Architekten Felix Wilhelm Kubly (1802–1872). Ein anderer Sohn, Friedrich August Naeff (1806–1842), wurde Amtskläger (Staatsanwalt) des Kantons St. Gallen, er war auch Gründer und Redaktor der freisinnigen Zeitung Der Rheintaler Bote.